# Schubartia lohmanderi
Schubartia lohmanderi är en mångfotingart som beskrevs av Karl Wilhelm Verhoeff 1927. Schubartia lohmanderi ingår i släktet Schubartia och familjen Attemsiidae. Inga underarter finns listade i Catalogue of Life.